# Katedra w Lichfield
Katedra w Lichfield (ang. Lichfield Cathedral, pełna nazwa Cathedral Church of the Blessed Virgin Mary and St Chad, Kościół katedralny Najświętszej Maryi Panny i świętego Chada) – katedra diecezji Lichfield Kościoła Anglii.
Na początku XIII wieku powstały zachodnie arkady prezbiterium i nawy boczne, kapitularz i kaplica oraz wieża na skrzyżowaniu naw i; około 1280 roku zostały wzniesione: nawa główna, nawy boczne i zachodnie wieże; w latach 1300–1350 zostały wzniesione: Kaplica Najświętszej Marii Panny (Lady Chapel), wschodnie arkady prezbiterium i nawy boczne oraz clerestorium w prezbiterium. W latach 60. XVII wieku katedra była restaurowana, prace kontynuowane były w latach 1788–1795 przez Josepha Pottera, w latach 50. XIX wieku przez S. Smirke'a i w latach 1856–1878 przez Sir Gilberta Scotta, kontynuowane przez Johna Oldrida Scotta aż do 1905 roku. Mury katedry zostały wykonane z ciosów. Dach został wykonany z płytek.

## Bibliografia

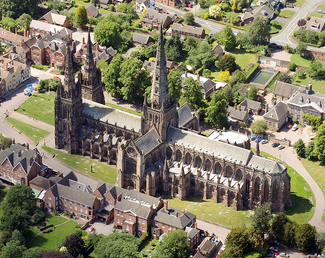